# Myriopteris aurea
Myriopteris aurea är en kantbräkenväxtart som först beskrevs av Jean Louis Marie Poiret, och fick sitt nu gällande namn av Grusz och Windham. Myriopteris aurea ingår i släktet Myriopteris och familjen Pteridaceae. Inga underarter finns listade.